# (3192) A'Hearn
(3192) A'Hearn est un astéroïde de la ceinture principale.

## Description
(3192) A'Hearn est un astéroïde de la ceinture principale. Il fut découvert le 30 janvier 1982 à la station Anderson Mesa par Edward L. G. Bowell. Il présente une orbite caractérisée par un demi-grand axe de 2,38 UA, une excentricité de 0,17 et une inclinaison de 2,9° par rapport à l'écliptique.
Il a été nommé d'après Michael A'Hearn, né en 1940, astronome et professeur à l'université du Maryland.

## Compléments